# Bola (matemàtiques)
En matemàtiques, una bola o més precisament una bola oberta és l'interior d'una superfície esfèrica; els dos conceptes s'apliquen no solament a l'espai tridimensional sinó també en dimensions més baixes i més altes, i en espais mètrics en general.

## Boles en espais mètrics generals
Sigui (M,d) un espai mètric, és a dir un conjunt M amb una mètrica d (funció distància). La bola oberta (mètrica) de radi r > 0 centrada a un punt p de M, normalment denotada per {\displaystyle B_{r}(p)} o {\displaystyle B(p;r)}, es defineix com a
{\displaystyle B_{r}(p):=\{x\in M\mid d(x,p)<r\},}
L bola mètrica (tancada), que es pot denotar per {\displaystyle B_{r}[p]} o {\displaystyle B[p;r]}, es defineix per
{\displaystyle B_{r}[p]:=\{x\in M\mid d(x,p)\leq r\},}
S Esfera, que es pot denotar per {\displaystyle S_{r}[p]} o {\displaystyle S[p;r]}, es defineix per
{\displaystyle S_{r}[p]:=\{x\in M\mid d(x,p)=r\},}
Fixeu-vos que una bola (oberta o tancada) sempre conté el mateix punt p, donat que la definició exigeix que r > 0.
La clausura de la bola oberta {\displaystyle B_{r}(p)} es denota normalment {\displaystyle {\overline {B_{r}(p)}}}. Mentre que sempre succeeix que {\displaystyle B_{r}(p)\subseteq {\overline {B_{r}(p)}}} i {\displaystyle B_{r}(p)\subseteq B_{r}[p]}, no sempre succeeix que {\displaystyle {\overline {B_{r}(p)}}=B_{r}[p]}. Per exemple, en un espai mètric {\displaystyle X} amb la mètrica discreta, es té {\displaystyle {\overline {B_{1}(p)}}=\{p\}} i {\displaystyle B_{1}[p]=X}, per qualsevol {\displaystyle p\in X}.
Una bola unitària (oberta o tancada) és una bola de radi 1.
Un subconjunt d'un espai mètric és fitat si està contingut en alguna bola. Un conjunt és totalment fitat si, donat qualsevol radi positiu, es pot recobrir amb una quantitat finita de boles d'aquell radi.
Les boles obertes d'un espai mètric són una base per un espai topològic, els conjunts oberts del qual són tots els que s'obtenen per unió de boles obertes. Aquest espai s'anomena la topologia induïda per la mètrica d.

## Boles en espais vectorials amb norma

Representació de les boles de ℝ² en les normes L_{1}, L₂ (norma euclidiana) i L_{∞}

Qualsevol espai vectorial normat {\displaystyle V} amb la norma {\displaystyle \lVert \cdot \rVert } també és un espai mètric, amb la mètrica {\displaystyle d(x,y)=\lVert x-y\rVert }. En aquests espais, cada bola {\displaystyle B_{r}(p)} és una còpia de la bola unitat {\displaystyle B_{1}(0)}, aplicant-li un factor d'escala {\displaystyle r} i una translació {\displaystyle p}.

### Norma euclidiana
En particular, si {\displaystyle V} és un espai euclidià n dimensional amb la distància euclidiana ordinària, cada bola és l'interior d'una hiperesfera (una hiperbola). És a dir és un interval, quan n=1, l'interior d'una circumferència (un cercle) quan n=2, i l'interior d'una superfície esfèrica quan n=3.

### p-norma
En l'espai {\displaystyle \mathbb {R} ^{n}} amb la p-norma Lp, una bola oberta és el conjunt.
{\displaystyle B_{r}(0)=\left\{x\in \mathbb {R} ^{n}:\sum _{i=1}^{n}\left|x_{i}\right|^{p}<r^{p}\right\}}
Pel cas particular de n=2, les boles de L1 són quadrats amb les diagonals paral·leles als eixos de coordenades;
les de L∞ (la mètrica de Chebyshev) són quadrats amb els costats paral·lels als eixos de coordenades (vegeu-ho al gràfic adjunt). Per altres valors de p, les boles són l'interior de corbes de Lamé (hipoel·lipses o hiperel·lipses).
Per n=3, les boles de L1 són contàedres amb les diagonals del cos alineades amb els eixos, les de L∞ són cubs amb arestes alineades amb els eixos, i les de Lp amb p> 2 són superel·lipsoides.

### Norma general convexa
De forma més general, donat qualsevol subconjunt centralment simètric, fitat, obert, i convex {\displaystyle X} de {\displaystyle \mathbb {R} ^{n}}, es pot definir una norma en {\displaystyle \mathbb {R} ^{n}} on les boles són còpies de {\displaystyle X} aplicant-los una translació i un factor d'escala. Fixeu-vos que aquest teorema no és cert si subconjunt "obert" se substitueix per subconjunt "tancat", perquè el punt origen qualifica però no defineix una norma a {\displaystyle \mathbb {R} ^{n}}.

## Boles topològiques
Es pot parlar de boles en qualsevol espai topològic X, no necessàriament induïdes per una mètrica. Una bola topològica n-dimensional (oberta o tancada) de X és qualsevol subconjunt de X que sigui homeomorf a una n-bola euclidiana (oberta o tancada). Les n-boles topològiques són importants en topologia combinatòria, com les peces per construir els complexos-CW.
Qualsevol n-bola topològica oberta és homeomorfa a l'espai cartesià {\displaystyle \mathbb {R} ^{n}} i al n-cub unitari obert {\displaystyle (0,1)^{n}\subseteq \mathbb {R} ^{n}}. Qualsevol n-bola topològica tancada és homeomorfa al n-cub tancat {\displaystyle [0,1]^{n}}.
Una n-bola és homeomorfa a una m-bola si i només si n=m. Els homeomorfismes entre una n-bola oberta {\displaystyle B} i {\displaystyle \mathbb {R} ^{n}} es poden classificar en dues classes, que es poden identificar amb les dues possibles orientacions topològiques de {\displaystyle B}.
Una n-bola topològica no té per què ser contínuament diferenciable; si ho és, no té per què ser difeomorfa amb una n-bola euclidiana.